# (17142) 1999 JQ95
A (17142) 1999 JQ95 a Naprendszer kisbolygóövében található aszteroida. A LINEAR projekt keretében fedezték fel 1999. május 12-én.